# Ben Kingsley
Ben Kingsley, właśc. Krishna Pandit Bhanji (ur. 31 grudnia 1943 w Snainton koło Scarborough) – brytyjski aktor filmowy i teatralny, pochodzenia hinduskiego. Na londyńskich scenach teatralnych grywał w kilku sztukach szekspirowskich. W 1985 został odznaczony Orderem Padma Shri. W 2002 królowa brytyjska Elżbieta II uhonorowała go tytułem i odznaką Rycerza Kawalera. W 2010 odebrał gwiazdę na Hollywood Walk of Fame.

## Życiorys

### Wczesne lata
Urodził się jako Krishna Pandit Bhanji w Snainton w Anglii, w hrabstwie North Yorkshire, w dystrykcie Scarborough jako syn angielskiej aktorki/modelki Anny Lyny Marii (z domu Goodman; 1914–2010) i lekarza Rahimtulli Harji Bhanji (1914–1968), ismailijskiego muzułmanina (urodzonego w Kenii, ale pochodzącego od indyjskich chodżów gudźarackich). Jego dziadek ze strony ojca przeniósł się z Indii na Zanzibar.
Dorastał w Pendlebury, w dystrykcie Salford, gdzie studiował na University of Salford. Następnie przeniósł się do Lancashire, uczęszczał do Pendleton College. Początkowo chciał zostać lekarzem, jak ojciec, ale ostatecznie rozpoczął karierę aktorską, jak jego matka.

### Kariera
Po raz pierwszy wystąpił na szklanym ekranie jako Ron Jenkins w brytyjskiej operze mydlanej Coronation Street (1966-67). W telewizyjnej adaptacji tragedii Williama Shakespeare’a ITC Entertainment Antoniusz i Kleopatra (Antony and Cleopatra, 1974) pojawił się jako Thidias, jeden ze sług Cezara.
W 1966 roku zadebiutował w Londynie w muzycznej produkcji Briana Epsteina, menedżera The Beatles. Kiedy jednak wydawca muzyczny Dick James zaoferował mu kontrakt płytowy, odmówił. W 1967 roku został członkiem Royal Shakespeare Company. Grał na scenie w Manchester Grammar School, obok Roberta Powella, m.in. jako Mosca w sztuce Bena Jonsona Volpone (1977) w reżyserii Petera Halla w Królewskim Teatrze Narodowym (Royal National Theatre) i spektaklu Sen nocy letniej w reżyserii Petera Brooka. W tym czasie zmienił nazwisko z Krishna Bhanji na bardziej brytyjskie Ben Kingsley. Według własnego wyjaśnienia „Ben” był pseudonimem, jakiego używano w Anglii w stosunku do jego ojca (Bhanji-Benji-Benjamin-Ben), natomiast „Kingsley” nawiązuje do jego dziadka, który handlował przyprawami korzennymi we wschodniej Afryce (King of the Cloves - król goździków).
Wielkim sukcesem okazała się kreacja Mahatmy Gandhiego w dramacie biograficznym Richarda Attenborough Gandhi (1982), za którą odebrał wiele nagród, w tym Oscara dla najlepszego aktora pierwszoplanowego, Nagrodę Brytyjskiej Akademii Filmowej dla najlepszego aktora pierwszoplanowego i w kategorii najlepszy debiut, Evening Standard British Film Award, Złoty Glob dla najlepszego aktora w filmie dramatycznym i w kategorii najlepszy nowy gwiazdor roku. W 1984 zadebiutował na Broadwayu w spektaklu Edmunda Keana Kean, którego reżyserką była jego druga żona, Alison Sutcliffe.

## Filmografia
- 1982: Gandhi jako Mahatma Gandhi
- 1983: Zdrada (Betrayal) jako Robert
- 1987: Maurycy (Maurice) jako Lasker-Jones
- 1988: Po kłębku do nitki (Without a Clue) jako doktor Watson
- 1991: Bugsy jako Meyer Lansky
- 1992: Freddie – agent F.R.O.7. (Freddie as F.R.O.7) jako Freddie (głos)
- 1993: Lista Schindlera (Schindler's List) jako Itzhak Stern
- 1993: Dave jako wiceprezydent Nance
- 1994: Śmierć i dziewczyna (Death and the Maiden) jako dr Roberto Miranda
- 1995: Gatunek (Species) jako Xavier Fitch
- 1995: Józef (Joseph) jako Potifar (dowódca straży przybocznej faraona)
- 1995: Mojżesz (Moses) jako Mojżesz
- 1996: Wieczór Trzech Króli (Twelfth Night: Or What You Will) jako błazen Feste
- 1999: Alicja w Krainie Czarów (Alice in Wonderland) jako Caterpillar
- 2000: Sexy Beast jako Don „Malky” Logan
- 2000: Regulamin zabijania (Rules of Engagement) jako ambasador Mourain
- 2000: Z księżyca spadłeś? (What Planet Are You From?) jako Graydon
- 2001: Anna Frank: cała prawda (Anne Frank: The Whole Story) jako Otto Frank
- 2001: A.I. Sztuczna inteligencja (Artificial Intelligence: AI) jako narrator (głos)
- 2002: Źródło młodości (Tuck Everlasting) jako mężczyzna w żółtym garniturze
- 2003: Dom z piasku i mgły (House of Sand and Fog) jako pułkownik Behrani
- 2004: Sprawca Zero (Suspect Zero) jako Benjamin O’Ryan
- 2005: Pani Harris (Mrs. Harris) jako Herman Tarnower
- 2005: Oliver Twist jako Fagin
- 2005: I uderzył grom (A Sound of Thunder) jako Charles Hatton
- 2006: Zabójczy numer (Lucky Number Slevin) jako Schlomo
- 2007: Mokra robota (You Kill Me) jako Frank Falenczyk
- 2007: Ostatni legion (The Last Legion) jako Ambrosinus
- 2008: Elegia (Elegy) jako David Kepesh
- 2008: 50 ocalonych (Fifty Dead Men Walking) jako Fergus
- 2008: Guru miłości (The Love Guru) jako Guru Tugginmypudha
- 2008: Wojenny biznes (War, Inc.) jako Walken / Wicekról
- 2010: Piaski czasu (Prince of Persia: The Sands of Time) jako Nizam
- 2010: Wyspa tajemnic (Shutter Island) jako dr John Cawley
- 2011: Hugo i jego wynalazek (Hugo) jako Georges Méliès
- 2012: Dyktator (film 2012) (The Dictator) jako Tamir
- 2013: Iron Man 3 (Iron Man 3) jako Trevor Slattery / Mandaryn
- 2013: Gra Endera (Ender’s Game) jako Mazer Rackham
- 2013: Medicus jako Ibn Sina
- 2014: Noc w muzeum: Tajemnica grobowca (Night at the Museum: Secret of the Tomb) jako Merenkahre
- 2014: Exodus: Bogowie i królowie (Exodus: Gods and Kings) jako Nun
- 2014: Imperium robotów. Bunt człowieka (Robot Overlords) jako Robin Smythe
- 2015: Klucz do wieczności (Self/less) jako Damian Hale
- 2015: Tutanchamon jako Ay
- 2016: Księga dżungli jako Bagheera (głos)
- 2017: Ochroniarz (Security) jako Charlie
- 2018: Ostateczna operacja (Operation Finale) jako Adolf Eichmann
- 2019: Operacja Bracia (The Red Sea Diving Resort) jako Ethan Levin
- 2021: Shang-Chi i legenda dziesięciu pierścieni (Shang-Chi and the Legend of the Ten Rings) jako Trevor Slattery

## Nagrody
- Nagroda Akademii Filmowej 1983: Gandhi (Najlepszy Aktor Pierwszoplanowy)
- Złoty Glob 1983: Gandhi (Najlepszy Aktor w Dramacie)
- Nagroda BAFTA 1983: Gandhi (Najlepszy Aktor; Najlepszy Debiut)